# يوراسبورغ (بافاريا العليا)
بَلْدَة يُوراسبُورغ (بالأَلمانِيَّة: Gemeinde Eurasburg) هي بَلدَة أَلمانِيَّة في مِنْطَقَة باد تولتس ڤولفراتسهاوزن التَّابِعة لمُحافظة باڤارِيا العُليَا في وِلاَية باڤارِيا في جُمهُوريَّة أَلمَانيَا الاِتّحاديّة. بمِساحة تُقَدَّر بحَوالَي 41 كم².

## أعلام
- هرمان فون بارث

## وُصلات خارجيّة
- الصّفحة الرّسميّة لبَلدَة يُوراسبُورغ (باللُّغَةُ الألمانِيّة).

## مَراجع
1. ↑  "Alle politisch selbständigen Gemeinden mit ausgewählten Merkmalen am 31.12.2018 (4. Quartal)" (بالألمانية). Statistisches Bundesamt. Archived from the original on 2019-03-10. Retrieved 2019-03-10.
2. ↑  Alle politisch selbständigen Gemeinden mit ausgewählten Merkmalen am 31.12.2023 (بالألمانية), Statistisches Bundesamt, 28. Oktober 2024, QID:Q131220759, Archived from the original on 17 November 2024 {{استشهاد}}: تحقق من التاريخ في: |publication-date= (help)
3. ↑  GeoNames (بالإنجليزية), 2005, QID:Q830106
4. ↑   https://www.rybnik.eu/miasto/o-miescie/miasta-partnerskie/. {{استشهاد ويب}}: |url= بحاجة لعنوان (مساعدة) والوسيط |title= غير موجود أو فارغ (من ويكي بيانات) (مساعدة)